# Amor fati (album)
Albums de Bertrand Cantat
Horizons
(2013)
Singles
1. L'Angleterre
Sortie : 6 octobre 2017
2. Anthracitéor
Sortie : 10 novembre 2017

Amor fati est le titre du troisième album de Bertrand Cantat, sorti sous son nom, avec Pascal Humbert et Bruno Green qui étaient partenaires du groupe Détroit le temps d'un album. Il est publié le 1er décembre 2017.
Le titre de l'album fait référence à la locution latine amor fati, qui signifie « accepter sa destinée ». La chanson éponyme Amor fati développe ce propos en précisant « ce qui est, est ». D'autres chansons abordent des thèmes d'actualité, comme Silicon Valley qui traite des GAFAM, ou L'Angleterre qui traite des réfugiés et du Brexit.
La sortie de l'album et la tournée qui a suivi est marquée par de très fortes polémiques indépendantes du projet, mais liés au passé du chanteur marqué par le meurtre de sa compagne qui reviennent sur le devant de la scène dans le contexte du mouvement #MeToo qui l'oblige à se retirer de la scène en mars 2018.
L'album fait un flop avec seulement 35 000 ventes.

## Historique
L'Angleterre, la première chanson extraite de l'album, est officiellement publiée le 6 octobre 2017. Accompagnée par une interview et par la une des Inrockuptibles, elle suscite une forte polémique. La chanson Anthracitéor est sortie le 10 novembre 2017, accompagnée par un clip vidéo.
La sortie de l’album le 1er décembre 2017 déclenche une polémique en raison du contexte de l'affaire Weinstein et de la publication dans Le Point d'un article dénonçant des actes de violence conjugale supposément commis par le chanteur, mais qui n'ont fait l'objet d'aucune poursuite judiciaire.
La sortie de l'album a donné lieu à une tournée de concerts, elle aussi polémique,  et accompagnée de revendications.

## Liste des titres
1. Amie nuit – 4:17
2. Amor Fati – 6:11
3. Silicon Valley – 5:46
4. Excuse My French – 3:04
5. L'Angleterre – 4:20
6. J'attendrai – 5:16
7. Les pluies diluviennes – 4:05
8. Anthracitéor – 3:53
9. Chuis con – 3:23
10. Aujourd'hui – 4:41
11. Maybe I - 3:04

## Musiciens ayant participé à l'album
- Bertrand Cantat : chant, guitare, harmonica, hammond, chœurs, orgue
- Pascal Humbert : basse, piano, machine à vent, percussions, guitare, favino basse, chœurs, contrebasse
- Bruno Green : claviers, guitare, programmation, hammond, percussions, fender rhodes
- Frédéric Girard : batterie, percussions, sanza
- Laurent Girard : guitare, basse, chœurs, clavier basse, piano, sifflement
- Erik Truffaz : trompette sur 1, 3, 6
- Rémi Galichet : arrangement et direction cordes sur 5
- Doriane Gable, Leslie Levi, Sébastien Surel, Arnaud Vallin, Mathilde Borsarello Hermann, Vanessa Jean : violons sur 5
- Pauline Suet-Boubire : violoncelles sur 5
- Emmanuel François, David Vainsot, Léa Hennino : alti sur 5
- Kinou Ferrari : chant sur 6
- Maximilio Chavez Solari : chœurs sur 8
- Sébastien « Piga » Mena : voix sur 9